# Rekkit, el conill màgic
Rekkit, el conill màgic (títol original en anglès Rekkit the Rabbit) és una sèrie de dibuixos animats francesa de 52 episodis, d'11 minuts cadascun, creada per Vincent Chalvon-Demersay, David Michel i produïda per Marathon Media, TF1 i Buena Vista Internacional. Els dibuixos, divertidíssims, varen ser emesos a França per primer cop l'any 2011 i d'ençà ja s'ha traduït a l'italià, polonès, neerlandès, alemany i català, entre d'altres. La versió catalana ha sigut possible gràcies a Televisió de Catalunya que amb les emissions ha tocat públic català, andorrà i balear.

## Fitxa tècnica
- Creada per Vincent Chalvon-Demersay
- Dirigida per Jean-Louis Vandestoc, Eric Gosselet
- Directors d'edició, Mitch Watson, Reid Harrison
- Productors i patrocinadors Marathon Media, TF1, Buena Vista Internaciona, Disseny XD
- Amb la col·laboració del Centre Nancional de Cinematografia francès

## Argument
En Jay Shmufton és un noi d'allò més corrent que, com a tal, somia en secret que vol ser un gran mag. Malgrat els seus intents ben sovint fallits, segueix esforçant-se de valent per aconseguir acomplir aquest somni. Un dia, mentre s'entrena al jardí de casa seva amb una bareta màgica que ha comprat per Internet, llegeix sense voler-ho en veu alta la frase que hi figura "si mai goses menjar-te un munt de roses!". De sobte apareix un llampec enorme, la vareta que destrossa la teulada de casa seva. Totalment desesperat, en Jay mira d'entrar a casa per constatar els destroços i descobreix amb gran sorpresa que un conill blanc gegant de més de 2 metres està confortablement assegut al seu llit. El conill, es fa dir Rekkit i li explica que acaba d'escapar-se del seu món (Chakabrak) on el seu terrible amo, un gran mag de nom Yoshini, el tractava com un esclau. Li diu que té intenció de quedar-se a viure amb ell i, com si res, els dos vailets es tornen amics inseparables. La màgia entra doncs a la vida d'en Jay i amb això, descobreix que no sempre per a bé.

## Personatges
- Rekkit: abans de conèixer en Jay, en Rekkit vivia a Chakabra, un món paral·lel poblat per creatures al·lucinants i sorprenents on la màgia fa part del quotidià. Esclau del cruel Yoshini, un gran mag, en Rekkit decideix vendre la bareta del seu amo d'amagatotis en destinació d'un món diferent al seu de manera a escapar-se'n. Divertit, positiu i emotiu, en Rekkit ignora tot el que són els EUA, així com els costums humans. Fa prova de gran coratge i s'extasia tot sovint davant d'objectes vulgars del quotidià. Instal·lat ja a casa d'en Jay, que considera com el seu millor amic, el conill li agraeix amb tot el seu cor que l'hagi salvat i per això fa tot el que pot per ajudar-lo. Però en Rekkit no és realment mag, ja que a Chakabrak, els conills no tenen dret de practicar màgia. Així, maldestre i descuidat, l'única cosa que aconsegueix pretenent ajudar en Jay és agreujar les situacions amb els seus trucs de màgia, que acaben fent aparèixer gent ben estranya al seu món.
- Jay Shmufton: tot i tenir 12 anys, físicament en Jay no és gaire crescudet i això fa que es vegi acomplexat, per molt que els seus pares el reconfortin de la millor manera que saben. Alumne normal, molt dolent a classes d'esport i poc segur d'ell mateix, el xaval es mostra com un noi ben simpàtic, ballaruc, espavilat i intel·ligent, que aconsegueix com pot solucionar per ell mateix els problemes que té. Amb l'arribada d'en Rekkit a la seva vida, que es torna el seu millor amic i que no abandona per res al món, el dia a dia acaba per alterar-se completament aportant-li sorpreses i situacions delirants.
- Lorne i Henrietta Shmufton: l'Henrietta és una dona dinàmica. Forma amb el Lorne, el padrastre d'en Jay, una parella excèntrica i divertida. Tots dos treballen en la creació de jingles publicitaris i es varen trobar per primer cop precisament al seu lloc de treball. Amb el seu toc de cabells afro i samarretes colorides, en Lorne considera en Jay com el seu propi fill, encara que es comporti moltes vegades amb ell com si fossin amics, i no pare i fill. L'Henrietta i en Lorne són pares preocupats i ciudadosos, comprensius i permissius. De fet, ha acollit el Rekkit amb els braços ben oberts, malgrat que siguin ells també víctimes dels trucs de màgia mal fets del Rekkit.
- Wally: és l'amic d'en Jay. És bon jan, curiós i molt acomplexat. No té gaires característiques, a part dels aparells de dents que porta, més grans que ell.
- Bean: és amic d'en Jay. Està obsessionat pel formatge. Parla molt poc, no es mou gaire, el que transforma això en una gran curiositat en si.
- Evita i Marisa: són bessones i unes malcriades consentides. Són les veïnes directes d'en Jay i volen sempre allò que no tenen. Són una verdadera pesta, i en Rekkit és per a elles un verdader juguet que volen tenir. El consideren com un peluix gegant que es belluga molt que volen, divertit i un capritx més. Acostumen a preparar plans per atraure l'atenció del Rekkit, però mai aconsegueix arribar els seus fins. Ignoren i menyspreuen en Jay, a no ser que la cosa tracti de vescanviar o comprar en Rekkit, encara que sigui per temps limitat.
- Bill: ben plantat, és el tio bo del col·le d'en Jay. En Jay li té molta enveja, ja que amb un no res conquista fàcilment les noies del col·le. Per la seva edat, és bastant més crescudet i madur que en Jay.
- SK: de nom real és la Sarah Kingsbury. És intel·ligent, simàtica i molt bona fent esport. L'SK és a la classe del Jay. I en Jay està completament embogit per ella. Li agrada, està caigudet i fa de tot per impressionar-la. Però mai, mai aconsegueix a dir-li el que sent per ella, en aquest sentit és molt tímid.

## Veus del doblatge català[1]
- Rekkit: Albert Mieza
- Jay: Roger Isasi-Isasmendi
- Henrietta Shmufton: Meritxell Sota
- Lorne: Jaume Costa
- Marisol: Berta Corté
- Evita: Carla Torres
- Sara Kingsbury (l'SK): Mònica Padrós
- Yoshini: Miquel Bonet
- Sam: Jaume Mallofre
- Wally: Masumi Mutsuda
- Bean: Marcel Navarro
- Bill: Miquel Roldán
- Professor Wingsley: Santi Lorenz